# Handleyomys saturatior
Handleyomys saturatior és una espècie de mamífer rosegador de la família dels cricètids. Viu a altituds d'entre 750 i 2.500 msnm a Guatemala, Hondures, Mèxic, Nicaragua i El Salvador. Es tracta d'un animal nocturn. Els seus hàbitats naturals són les vores dels boscos i els boscos perennifolis o semiperennifolis. Està amenaçat per la destrucció del seu medi.